# Ludwigshafen-Südliche Innenstadt
Die Südliche Innenstadt ist einer der zehn Ortsbezirke der Stadt Ludwigshafen am Rhein in Rheinland-Pfalz. Er beinhaltet den Stadtteil Mitte und den Stadtteil Süd.
Der Ortsbezirk grenzt im Norden an die Hochstraße Nord, die die Grenze zur Nördlichen Innenstadt markiert. Im Osten bildet der Rhein die Grenze nach Mannheim. Im Westen schließt sich die Bahntrasse von Ludwigshafen nach Schifferstadt an und im Süden grenzt der Ortsbezirk an Mundenheim.
Mit dem Pfalzbau, dem Wilhelm-Hack-Museum, der Staatsphilharmonie, dem Kulturzentrum das HAUS, dem Ernst-Bloch-Zentrum und dem Bgm.-Reichert-Haus liegen die meisten Kulturinstitutionen der Stadt in der südlichen Innenstadt. 
Des Weiteren hat das Polizeipräsidium Ludwigshafen am Rhein seinen Sitz in der südlichen Innenstadt, genauso wie das Finanzamt, das Gesundheitszentrum Lusanum und die Hauptzentrale der Pfalzwerke. Das Südweststadion befindet sich ebenfalls im Stadtteil Süd.
Mit dem Hauptbahnhof und dem Bahnhof Ludwigshafen (Rhein) Mitte sowie der zentralen Umsteigehaltestelle am Berliner Platz verfügt der Stadtteil über ein dichtes öffentliches Verkehrsnetz.
Der Ludwigshafener Stadtpark auf der "Parkinsel" bietet Platz zur Erholung und alljährlich im Sommer die Möglichkeit der geistigen Erquickung durch das Festival des deutschen Films sowie bis 2012 und wieder ab 2018 das Kulturfestival "Inselsommer".

## Politik

### Ortsbeirat
Politisches Gremium für den Ortsbezirk ist der Ortsbeirat Südliche Innenstadt und der Ortsvorsteher. Der Ortsbeirat hat 15 Mitglieder. Er ist zu allen wichtigen, den Ortsbezirk betreffenden Fragen zu hören.
Zur Zusammensetzung des Ortsbeirats siehe die Ergebnisse der Kommunalwahlen in Ludwigshafen am Rhein.

### Ortsvorsteher
Christoph Heller (CDU) wurde 2004 Ortsvorsteher der Südlichen Innenstadt. Seine bisher letzte Bestätigung im Amt erfolgte durch eine Stichwahl am 23. Juni 2024, bei der er sich mit einem Stimmenanteil von 61,9 % durchsetzte. Diese Wahl war notwendig geworden, nachdem bei der Kommunalwahl am 9. Juni 2024 keiner der ursprünglich sechs Bewerber die notwendige Mehrheit erreicht hatte.